# Alvie (Australië)
Alvie is een plaats in de Australische deelstaat Victoria.